# إيناف زانغاوكر
إيناف زانغاوكر (بالعبرية: עינב צנגאוקר; من مواليد 3 ديسمبر 1978) ناشطة إسرائيلية في هيئة أهالي عودة المختطفين والمفقودين وفي حركة كولانو حاتوفيم (كلنا رهائن). عرفت بنشاطها واحتجاجاتها ضد حكومة إسرائيل التي يرأسها رئيس الوزراء بنيامين نتانياهو بشأن عرقل حكومته إتمام صفقة تبادل الرهائن على خلفيه الهجوم الذي وقع يوم 7 أكتوبر/تشرين الأول، واختطاف ابنها ماتان زانغاوكر واحتجازه في غزة.